# Jean Ogier de Gombauld
Jean Ogier de Gombauld (ou Gombault ou Gombaud), né à Saint-Just-Luzac en Saintonge en 1576 et mort en 1666 à Paris, est un poète et auteur dramatique français.

## Biographie
Huguenot, ami de Valentin Conrart et disciple de Malherbe, Gombauld était gentilhomme et « cadet d’un quatrième mariage », comme il avait coutume de le dire lui-même par raillerie, pour se faire excuser de ne pas être riche. Après avoir achevé ses études à Bordeaux, il vint à Paris sur la fin du règne de Henri IV, où il ne tarda guère à être connu et estimé.
Grand, bien fait, de bonne mine et homme de qualité, il fut honoré de la bienveillance de tous les grands et de toutes les dames des trois cours de Henri IV, de Louis XIII et de Louis XIV, et pendant les régences de Marie de Médicis et Anne d'Autriche, il était des plus assidus à se trouver à leurs cercles, principalement à celui de la première de ces princesses. Décrit comme « d’une piété sincère, d’une probité à toute épreuve, de mœurs sages et bien réglées, le cœur aussi noble que le corps, l’âme droite et naturellement vertueuse, l’esprit élevé, moins fécond que judicieux, l’humeur ardente et prompte, fort portée à la colère, quoiqu’il eût l’air grave et concerté. » Mais il se rendait avec encore plus de soin et de plaisir à l’hôtel de Rambouillet, qui était comme une cour abrégée et choisie de l’esprit, et où on le surnommait « le beau Ténébreux ».
Pendant la minorité de Louis XIII et sous la régence de sa mère, la reine Marie de Médicis, il fut des plus considérés de cette princesse, et il n’y avait d’homme de sa condition qui eût l’entrée plus libre chez elle, ni qui en fût vu de meilleur œil. En effet, Marie de Médicis ne pouvait le voir sans émotion, parce que ses traits lui rappelaient, dit-on, un homme qu’elle avait aimé à Florence. Comme elle était d’humeur libérale, et qu’elle aimait à l’exercer envers ceux qu’elle en jugeait dignes, elle donnait des pensions considérables à beaucoup d’hommes de savoir et d’esprit. Celle de Gombauld était de douze cents écus, ce qui lui donnait moyen de paraître en fort bon équipage à la Cour, soit à Paris, ou dans les voyages qui étaient fréquents en ce temps-là.
Comme il était autant ennemi des dépenses superflues, qu’exact à faire honnêtement les nécessaires, il fit un fonds assez considérable de l’épargne de ces années d’abondance, ce qui lui vint bien à propos pour passer celles de stérilité qui y succédèrent, quand les guerres civiles et étrangères eurent diminué et enfin tari les sources d’où avaient coulé les premières. On le réduisit d’abord de douze cents écus à huit cents, où il demeura jusqu’à sa mort, sans être payé néanmoins depuis la guerre de Paris, que par les offices de quelques personnes puissantes et généreuses dont il avait l’honneur d’être connu et protégé, entre lesquelles le duc et la duchesse de Montausier. Tallemant rapporte qu’il « II était dans une nécessité extrême et n’en témoignait rien. Par courage même, il était habillé à son ordinaire, car de tous les auteurs, c’est quasi le mieux vêtu. Quand M. Chapelain lui fit avouer qu’il ne savait plus de quel bois faire flèches, et, par le moyen de Bois-Robert lui fit rétablir la moitié de sa pension, c’est-à-dire 400 écus, le Chancelier, pour qui il avait fait quelque chose, lui en donna deux cents sur le sceau. »
Il avait toujours vécu fort sainement, à quoi sa frugalité et son économie avaient extrêmement contribué, mais un jour qu'il se promenait dans sa chambre, ce qui lui était fort ordinaire, le pied lui ayant tourné il tomba et se blessa de telle sorte, une hanche qu'il fut obligé de garder presque toujours le lit depuis cet accident jusqu'à la fin de sa vie, qui a duré près d'un siècle, si une date écrite de sa main dans un des livres de son cabinet, était le temps véritable de sa naissance, comme il l'avait dit en confidence à quelqu'un qui n'en a parlé qu'après sa mort.
Il devient, en 1634, le premier titulaire du cinquième fauteuil à l’Académie française où il prononce un discours : Sur le Je ne sais quoi.

## Jugements
De Gombauld n'a pas plus de deux cents écus de revenu ; il est huguenot ; homme de grande vertu et qui mériterait bien quelques bienfaits de Son Éminence. Il est déjà fort vieux ; c'est le poète de France qui fait mieux des sonnets et des épigrammes. Il entend merveilleusement bien l’art poétique. Costar, 1661.
Gombauld. Il est le plus ancien des écrivains français vivants. Il parle avec pureté, esprit, ornement, en vers et en prose, et n'est pas ignorant de la langue latine. Depuis plus de cinquante ans il a roulé dans la Cour avec une pension tantôt bien, tantôt mal payée. Son fort est dans les vers, où il parait soutenu et élevé. À force de vouloir dire noblement les choses, il est quelquefois obscur. Chapelain, 1662.
Il y a de lui quelques bonnes épigrammes, dont même on a retenu des vers. Voltaire, Catalogue de la plupart des écrivains français qui ont paru dans le Siècle de Louis XIV, pour servir à l’histoire littéraire de ce temps, 1751.

## Épigrammes
La vie de la plupart des D.
Tous les jours la belle Sylvie,
Qui voudrait vivre après sa mort,
Veut que je parle de sa vie,
Et j'ay peur de luy faire tort.
Car elle met, pour toute histoire,
Un tiers du jour à s'habiller,
L'autre tiers à manger et boire,
Et tout le reste à babiller.
Cloris doublement peinte
Cloris que tu peins sans la voir,
Est pourtant icy tout entière.
Mais sa couleur te fait scavoir,
Quelle s'est peinte la première.
Toi que l'on tient des mieux appris
À représenter la Nature,
En peignant aujourd'huy Cloris
Tu ne peindras qu'une peinture.
Malherbe
L'Apollon de nos jours, Malherbe icy repose.
Il a vecu long-temps, sans beaucoup de support.
En quel siècle ? Passant, je n'en dis autre chose.
Il est mort pauvre, et moy je vy comme il est mort.

## Œuvres

### Théâtre
- L'Endimion, Paris, Nicolas Buon, 1624 (lire en ligne sur Gallica).
- L'Amaranthe, pastorale, Paris, François Pomeray, Antoine de Sommaville et André Soubron, 1631, X-160 p. (lire en ligne sur Gallica).
- Les Danaïdes, tragédie, Paris, Augustin Courbé, 1658, 6-64 p. (lire en ligne sur Gallica).

### Poésie
- Les Poésies, Paris, Augustin Courbé, 1646, 304 p. (lire en ligne sur Gallica).
- Épigrammes, Paris, Augustin Courbé, 1657, 22-180 p. (lire en ligne sur Gallica).

### Lettres et essais
- Lettres, Paris, Augustin Courbé, 1647, 6-615-9 p. (lire en ligne sur Gallica).
- Traitez et Lettres touchant la religion, Paris, 1667.